# 5448 Siebold
5448 Siebold (1992 SP) là một tiểu hành tinh vành đai chính được phát hiện ngày 16 tháng 9 năm 1992 bởi A. Sugie ở Dynic.